# British Lions
British Lions — недолго просуществовавшая британская рок-группа, образованная в 1977 году бывшими участниками групп Mott the Hoople и Medicine Head. Коллектив выпустил два студийных альбома, которые имели опредёлённый коммерческий успех в Великобритании.
Группа просуществовала три года и распалась в 1980 году.

## Бывшие участники
- Морган Фишер[англ.] — фортепиано, орган Хаммонда, синтезатор
- Джон Фиддлер — гитара, вокал
- Дейл «Баффин» Гриффин[англ.] — ударные
- Рэй Мейор — гитара, вокал
- Пит Уоттс[англ.] — бас-гитара, вокал

## Дискография

### Студийные альбомы[3]
| Год  | Название                                         | Позиция в чартах | Позиция в чартах |
| Год  | Название                                         | UK               | US               |
| ---- | ------------------------------------------------ | ---------------- | ---------------- |
| 1977 | British Lions - Выпущен: - Лейбл: Angel Air      | -                | 83               |
| 1980 | Trouble with Women - Выпущен: - Лейбл: Angel Air | -                | -                |

### Синглы
- «One More Chance To Run» (1977)
- «Wild In The Streets» (1978)
- «International Heroes / Eat The Rich» (1978)

### Сборники
- Live And Rare (1999)[6]
- Live at the Old Waldorf: San Francisco 1978 (2010)[7]